# Siewierin
Siewierin (ros. Северин) – chutor w Rosji, w Kraju Krasnodarskim, w rejonie tbiliskim. W 2021 liczył 2002 mieszkańców.